# Santalecina
Santalecina es una localidad española perteneciente al municipio de San Miguel del Cinca, en el Cinca Medio, provincia de Huesca (Aragón). Santa Lecina se extingue por fusión y se incorpora a San Miguel del Cinca el 28 de noviembre de 1972.

## Toponimia
El nombre de la localidad se originó probablemente de la voz latina Saltus Licinio, en referencia a una explotación maderera o un bosque cuyo primer propietario se llamaría Licinio. Durante la Edad Media, ya bajo dominio cristiano, el término evolucionó a Sancta Lezinia con significado claramente religioso.

## Historia
Hacia mediados del siglo XIX, el lugar, por entonces con ayuntamiento propio, tenía contabilizada una población de 395 habitantes. Aparece descrito en el noveno volumen del Diccionario geográfico, estadístico, histórico, biográfico, postal, municipal, marítimo y eclesiástico de España y sus posesiones de ultramar de Pablo Riera y Sans con las siguientes palabras:

SANTA LECINA.— L. con ayunt., al que se hallan agreg. 38 cas. y grupos, edif., viv. y alb. ais. Cuenta con 395 hab. y 138 edif., de los que 13 están habitados temporalmente y 45 inhabitados. -Org. civ. Corresponde á la prov. de Huesca, al dist. de Fraga para las elecciones de diputados provinciales y al de Sariñena para las de Córtes. -Org. mil. C. G. de Aragon y G. M. de Huesca. -Org. ecle. Pertenece á la dióc. de Lérida, al arciprestazgo de Monzon y tiene una iglesia parroquial, bajo la advocacion de la Transfiguracion del Señor, cuyo curato es de la categoría de 2º ascenso. -Org. Jud. Se halla adscrito al part. jud. de Sariñena, á la aud. de lo criminal de Huesca y á la territ. de Zaragoza -Org. econ. Para el pago de sus impuestos depende de la Delegacion de Hacienda de su prov. y su presupuesto municipal en el ejercicio económico de 1885-86 ascendió, nivelados gastos é ingresos, á 3,295 pts. -S. púb. Recibe y expide la corr. por la A. de Madrid á Barcelona, estacion de Selgua y pt. de Ilche. -Ob. púb. y med. de com. Cruza por su tér. municipal la carretera de 3er órden que de Caspe conduce á Selgua y diferentes caminos vecinales en regular estado de conservacion, por medio de los que verifica sus transportes y sostiene sus relaciones. Ins. púb. Costeada de fondos del municipio hay una escuela para los dos sexos, ála que asiste un regular número de alumnos. -Art., of., ind. La única ind. de esta localidad es la agrícola y por algunos de sus moradores se ejercen aquellas profesiones y of. mecánicos de mayor necesidad. -Pob. Ninguna importancia ofrecen los 84 edif. que la forman, incluyendo en este número la iglesia parroquial y casa en que el ayunt. celebra sus reuniones, puesto que tanto unos como otras, aunque son de buena construccion, no hacen más que responder á las necesidades de sus destinos respectivos. Está el vecindario perfectamente abastecido de aguas para todos los usos, y celebra la principal festividad el día del Patrono del pueblo. —Sit. geog. y top. En la márgen izquierda del r. Cinca, sobre un cerro, disfrutando de libre ventilacion y clima muy frío, aunque bastante sano, encuéntrase situado este l., cuyo tér. municipal confina por los cuatro puntos cardinales, con los de Alcolea, Estiche é Ilche, comprendiendo en el espacio que éstos abrazan, alguna parte de monte en regular estado. El terreno es de mediana calidad; le fertilizan algun tanto las aguas del citado r., las que impulsan al mismo tiempo diferentes artefactos, y las prod. consisten en cereales, legumbres, vino, aceite, frutas, hortalizas y pastos; se mantiene ganado de varias clases, además del de labor; hay caza de pelo y pluma, y la pesca no escasea.
(Riera y Sans, 1886, p. 567)

El municipio de Santa Lecina desapareció de cara al censo de España de 1981, al incorporarse al de San Miguel del Cinca.

## Demografía
| Gráfica de evolución demográfica de Santa Lecina entre 1842 y 1970 |
| |
| Población de derecho según los censos de población del INE Población de hecho según los censos de población del INEEntre el censo de 1981 y el anterior, este municipio desaparece porque se agrupa en el municipio San Miguel del Cinca |